# Ane (Overijssel)
Ane (Nedersaksisch: Aone) is een buurtschap (een esdorp) in de gemeente Hardenberg in de Nederlandse provincie Overijssel; het telt ongeveer 570 inwoners. In het landschap bevinden zich enkele hallenboerderijen: dit boerderijtype, bestaande uit een middenbeuk met zijbeuken, is van architectonisch, cultuurhistorisch en landschappelijk belang. Ook kent het nog een molen, de Anermolen.

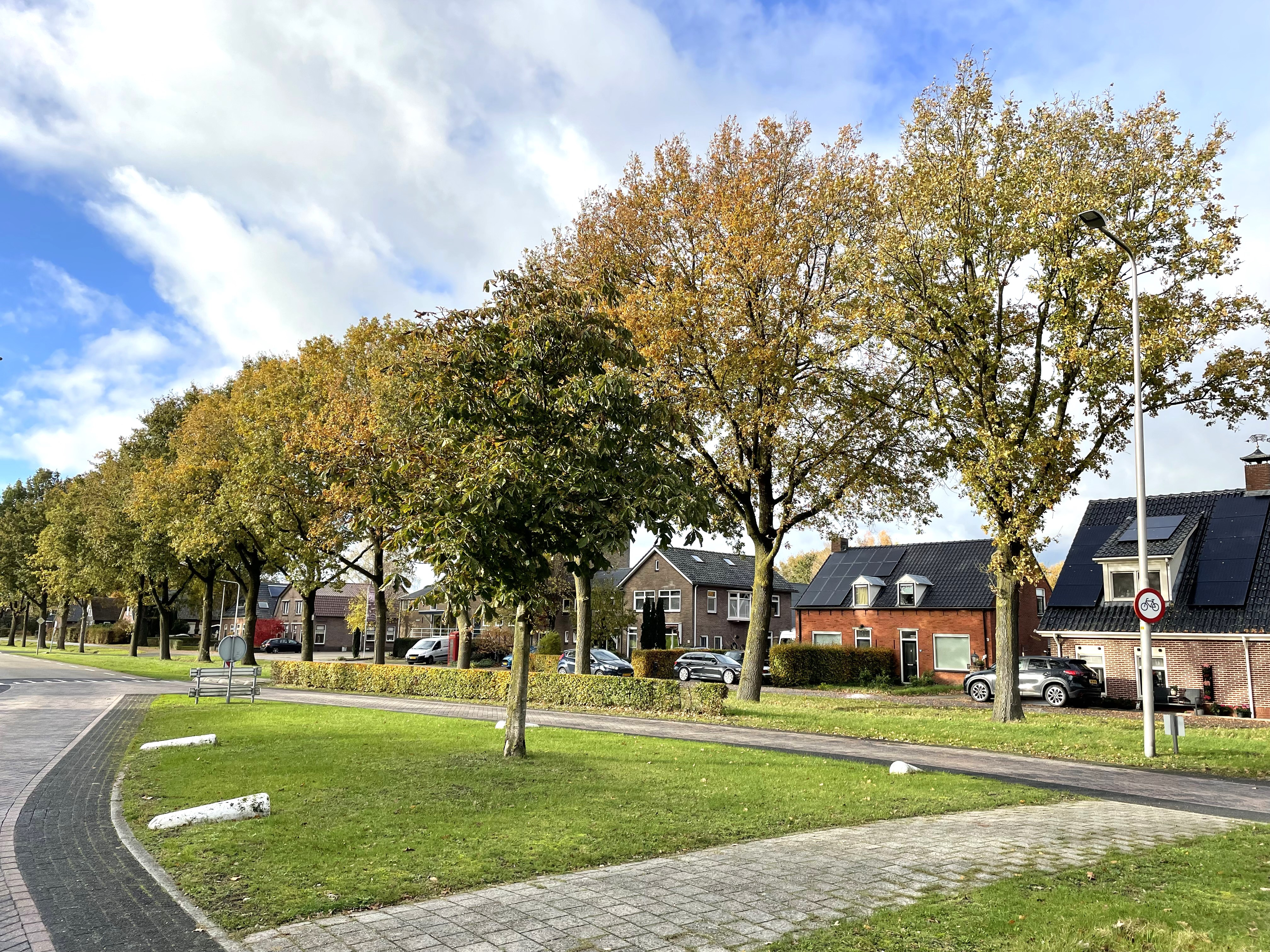
Dedemsvaartseweg
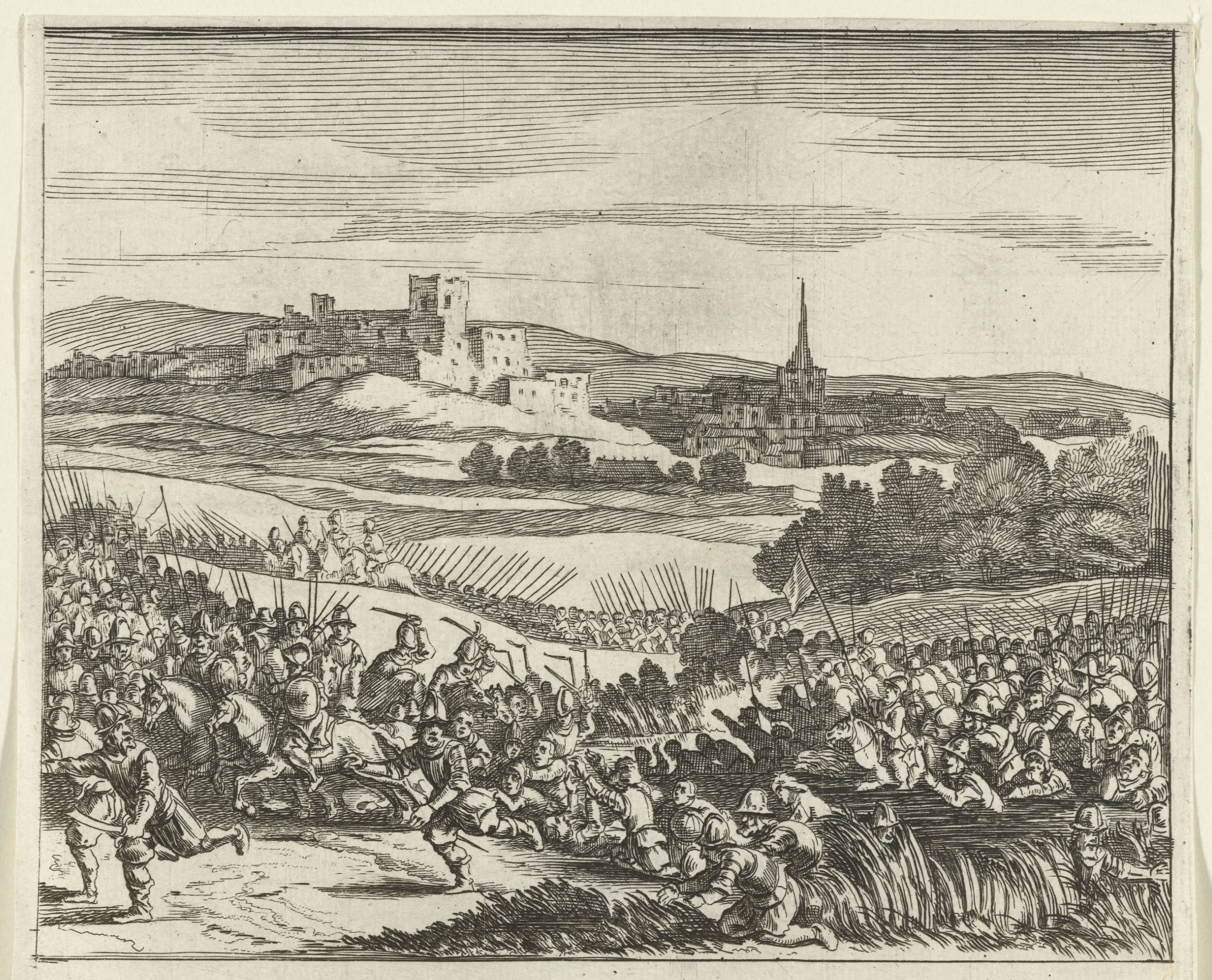
De slag bij Ane in 1227

## Geschiedenis
In 1227 vond de Slag bij Ane plaats tussen een ridderleger van de bisschop van Utrecht, Otto van Lippe, en de troepen van burggraaf van Coevorden, Rudolf II van Coevorden. Laatstgenoemde werd gesteund door Drentse boeren. De Drenten wisten het leger van de bisschop te verslaan, waarbij de bisschop zelf sneuvelde. De slag wordt beschreven in de zogenaamde Narracio uit 1232.

## Industrie
De NAM heeft er een aantal putten waarin naar aardgas wordt gezocht.

## Zie ook

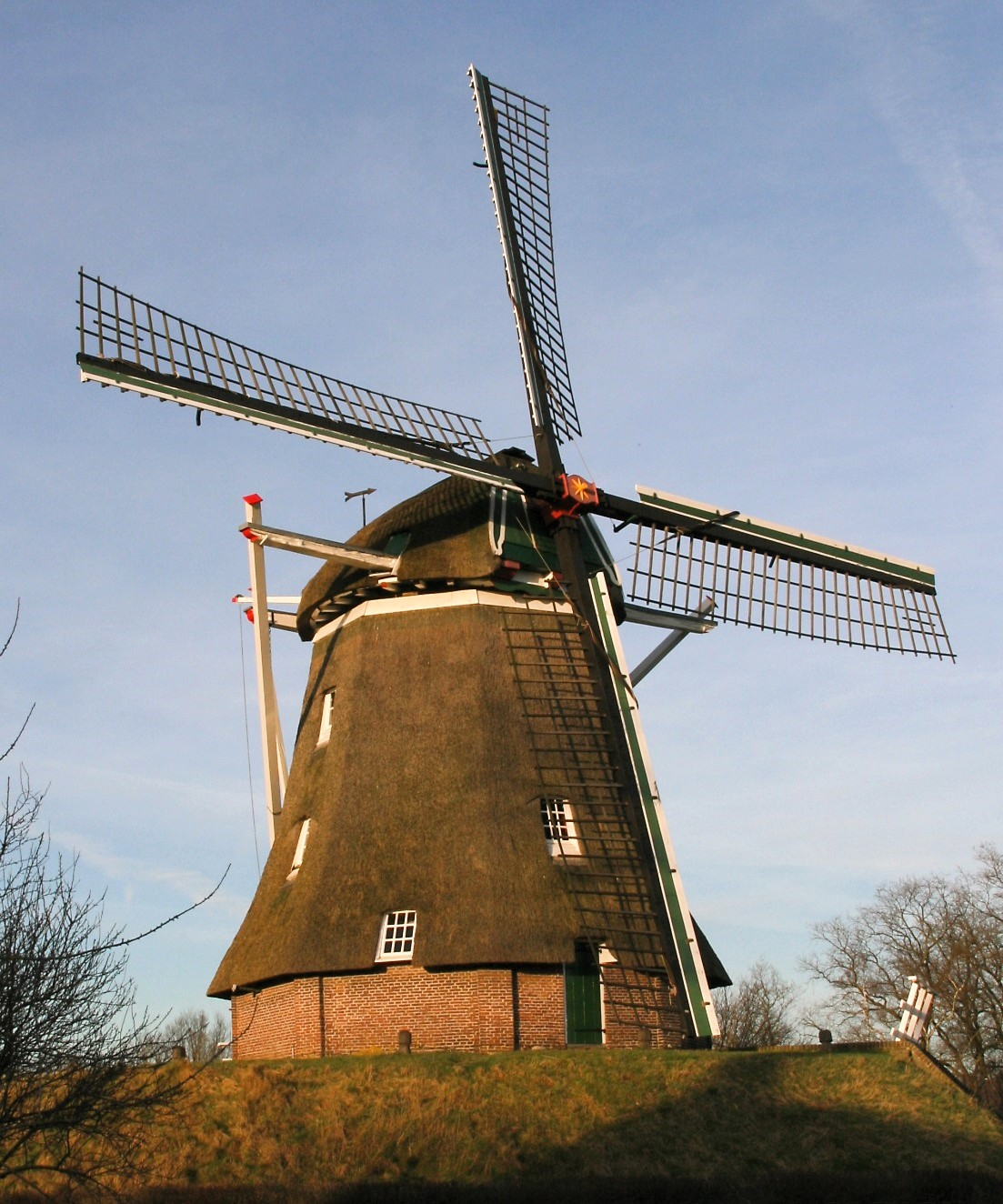
Anermolen
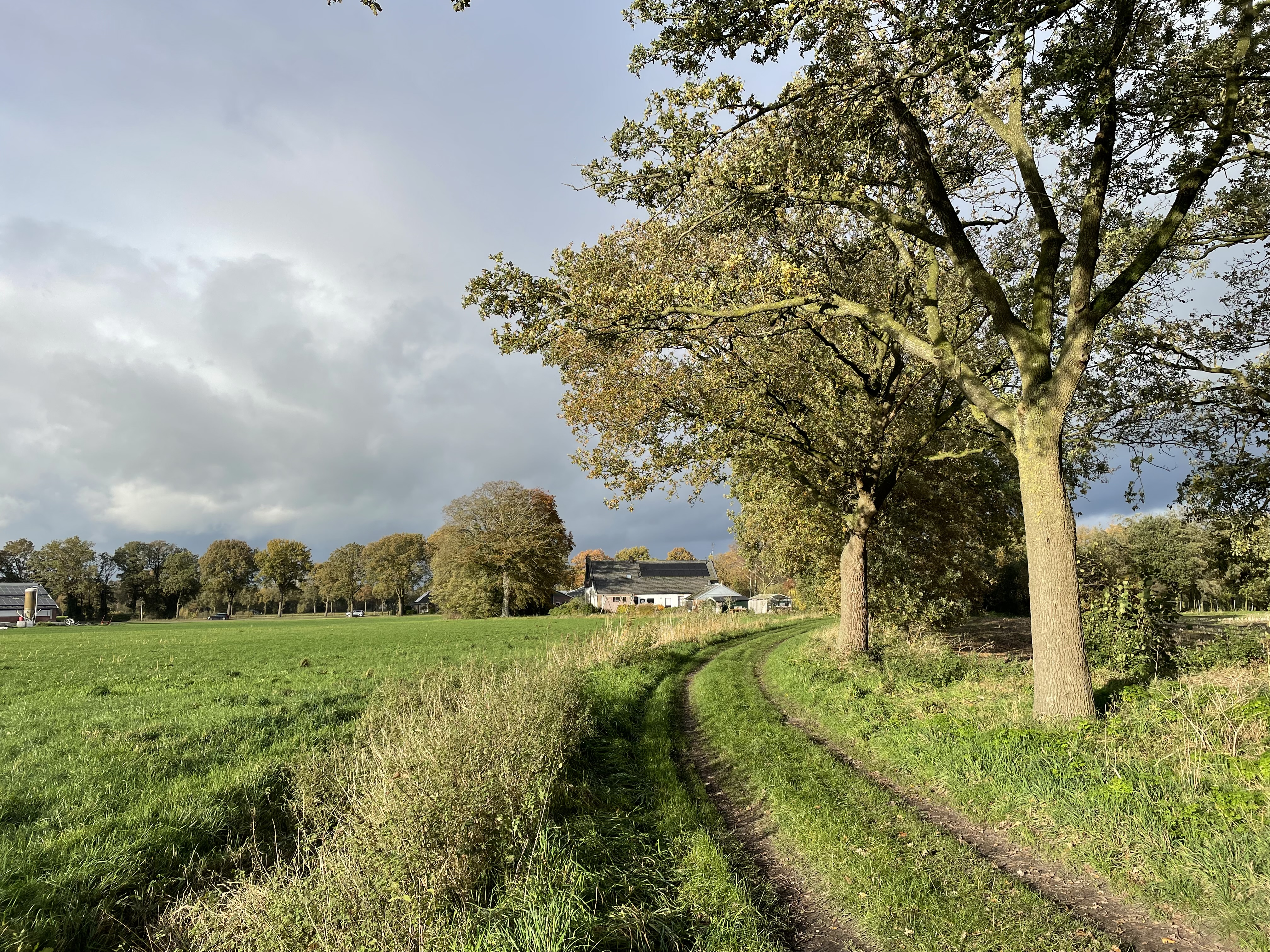
De Aneresch (de es van Ane)